# Anna Radlova
Anna Dmitrievna Radlova (А́нна Дми́триевна Ра́длова), née Darmolatova (Дармола́това) le 3/15 février 1891 à Saint-Pétersbourg et morte le 23 février 1949 à Perebory (aujourd'hui quartier de Rybinsk) est une poétesse et traductrice russe.

## Biographie
Elle est la fille d'un fonctionnaire ayant reçu la noblesse personnelle; sa sœur cadette est la sculptrice Sarra Lebedeva. Elle est diplômée des Cours Bestoujev. En 1914, elle épouse le metteur en scène de théâtre Sergueï Radlov.
Elle commence alors à écrire des poèmes et publie pour la première fois en décembre 1916 dans la revue Apollon: son poème Avant le soir, nous marchâmes parmi les champs («Перед вечером мы шли среди поля»), Italie et Deux soleils brillent. Au début des années 1920, elle s'intègre au groupe des « émotionnalistes » dirigé par Mikhaïl Kouzmine, qui lui dédie la première partie de son dernier livre publié de son vivant (1929) La Truite brise la glace. Elle se produit au cours de soirées littéraires et forme un salon littéraire dans son appartement de Pétrograd. Trois recueils de ses poésies paraissent entre 1918 et 1923 (Nids d'abeille «Соты», Les Vaisseaux «Корабли», L'Hôte ailé «Крылатый гость») et un drame en vers intitulé Le Vaisseau de la Mère de Dieu («Богородицын корабль»), au thème christique.
À partir de 1922, elle traduit des classiques européens comme Balzac, Maupassant et Shakespeare, destinés au théâtre. Au théâtre Radlov (devenu en 1928 le théâtre Molodoï, puis en 1919-1942, le théâtre du Soviet de Léningrad,), elle est directrice de la partie littéraire.
Anna Radlova se sépare à l'été 1926 de Sergueï Radlov, puis épouse l'ingénieur Kornilia Pavlovitch Pokrovski (1891-1938), de plus, le premier mari est resté vivre avec eux dans le même appartement (comme auparavant, Pokrovski lui-même vivait dans le même appartement avec les Radlov). Ce « mariage à trois » est évoqué par Dmitri Sviatopolk-Mirski dans une de ses lettres de retour d'émigration en URSS; il cite Anna Radlova comme étant « la femme de deux hommes, dont l'un est un de mes vieux amis... ». En 1938, Pokrovski, qui a fait partie pendant de nombreuses années du cercle du poète Mikhaïl Kouzmine, se suicide en prévision d'une autre arrestation; il laisse une lettre à Anna Radlova et une autre à son ancienne épouse,.
En mars 1942, Anna Radlova est évacuée avec tout le théâtre à Piatigorsk; mais bientôt la ville est occupée par les Allemands et le théâtre est envoyé par eux en février 1943 à Zaporojié, puis à Berlin et plus loin. Elle se trouve avec un groupe d'acteurs dans le midi de la France occupée, jusqu'à la fin de la guerre, puis Anna Radlova s'installe à Paris après la guerre; mais les autorités soviétiques lui font la proposition de retourner en URSS, lui faisant miroiter un poste, ce qu'elle accepte. Dès son arrivée, elle est arrêtée, accusée de trahison et condamnée à dix ans dans un camp près de Rybinsk à Pebory. Elle y organise un théâtre pour les prisonnières. Elle y meurt le 23 février d'un infarctus. Elle est enterrée au village voisin de Sterliadevo, où plus tard son premier mari fait mettre sur sa tombe une croix de fonte. Elle est réhabilitée post mortem en 1958,. Sa tombe a été perdue, mais au début du XXIe siècle, elle a été retrouvée par un groupe d'écoliers de Rybinsk chargés de la réhabilitation du cimetière. La croix ayant été volée, un petit bloc de marbre a été installé sur la tombe.
Sergueï Radlov est pour sa part libéré à la mort de Staline en 1953 et réhabilité ensuite. Il devient metteur en scène à Daugavpils et à Riga. Il meurt à Riga en 1958 et y est enterré.

## Création
Son monde intérieur fait d'humeurs changeantes est à la base de ses poésies dont les motifs sont la mort, l'amour et ce qui est perdu. Elle a accueilli la révolution d'abord comme « un air orageux », un « orage joyeux ». Elle admire les « scintillements dans le ciel », regardant « comment la douce maison brûle. » Radlova gravite vers des images classiques, en même temps, ses poèmes se distinguent par une plasticité froide et une certaine monotonie. Elle s'intéresse aussi au mysticisme de mouvements marginaux,. Ses contemporains l'ont jugée de manière positive pour certains, comme Mikhaïl Kouzmine et Valerian Tchoudovski; mais d'autres de manière négative, comme Erich Hollerbach ou Marietta Chaguinian.
Au début des années 1920, quelques critiques surtout autour du cercle de Kouzmine la considèrent comme la plus grande poétesse russe.
Ses traduction de Shakespeare lui apportent une grande notoriété, mais dans les années 1936-1940 elles provoquent une polémique de la part de spécialistes comme Korneï Tchoukovski les accusant d'être « grossières ». Anna Radlova est notamment défendue par l'acteur Alexandre Ostoujev, qui selon lui a tenté de surmonter une certaine lourdeur de la rhétorique. L'Encyclopédie littéraire qualifie en 1935 ses  traductions de chefs-d'œuvre. Le rédacteur de la collection complète de Shakespeare, Alexandre Smirnov, déclare qu'« Anna Radlova a su traduire le laconisme tragique de l'original » (à propos d'Othello) et qu'elle a « reproduit à la fois la forme et le contenu émotionnel du discours de Shakespeare » dans la tragédie de Richard III. Boris Pasternak recense les travaux de traduction de ses contemporains et remarque que Shakespeare est traduit par de « très bons poètes », citant les noms de Mikhaïl Lozinski et d'Anna Radlova.La qualité scénique des traductions de Shakespeare par A. Radlova a été très appréciée par Marietta Chaguinian; Radlova a su « refléter dans la transmission du texte <…> les moments du tournant de la comédie en tragédie. ».

## Traductions

### De l'allemand
- Walter Hasenclever
  - Ehen werden im Himmel geschlossen (pièce de théâtre): Браки заключаются в небесах, Moscou-Léningrad, éd. МОДПИК, 1929

### De l'anglais
- Christopher Marlowe
  - Édouard II: Эдуард Второй, Moscou, éd. Терра, 1996
- Shakespeare
  - Othello, Roméo et Juliette, Richard III, Macbeth: Отелло; Ромео и Джульетта; Ричард III; Макбет, Moscou, éd. Цедрам, 1935
  - Hamlet: Гамлет, принц датский, Léningrad, éd. Искусство, 1937
  - Hamlet dans les traductions russes des XIXe et XXe siècles: «Гамлет» в русских переводах XIX—XX веков, trad. de B. Pasternak, A. Kroneberg, A. Radlova, Moscou, éd. Интербук, 1994
  - Antoine et Cléopâtre: Антоний и Клеопатра, Léningrad, éd. Искусство, 1940

### Du français
- Maupassant
  - Mont-Oriol: Монт-Ориоль, Собрание сочинений. Т. 2, Moscou-Léningrad, éd. ГОСИЗДАТ, 1927
  - Сердце человеческое (Le Cœur humain), Собрание сочинений. Т. 4, Moscou-Léningrad, éd. ГОСИЗДАТ, 1927
- Alexandre Dumas (père)
  - Dix Ans plus tard. Le Vicomte de Bragelonne: Десять лет спустя. Виконт де Бражелон, Léningrad, éd. ACADEMIA, 1929
- Balzac
  - La Femme de trente ans: Тридцатилетняя женщина, Moscou-Léningrad, éd. ACADEMIA, 1931
- Romain Rolland
  - Le Jeu de l'amour et de la mort: Игра любви и смерти, Собрание сочинений. Т. XIII, Léningrad, éd. Время, 1932
- André Gide
  - L'Immoraliste: Имморалист, Избранное в 7 т. Т. 2, Moscou, éd. ТЕРРА, 2002

## Publications
- Nids d'abeille (recueil de poésies) — Pétrograd: Fiametta, 1918.
- Les Vaisseaux (2e recueil de poésies) — Pétrograd: Alkonost, 1920.
- L'Hôte ailé (3e recueil de poésies) — Pétrograd: Petropolis, 1922.
- Le Vaisseau de la Mère de Dieu (pièce en vers) — Berlin: Petropolis, 1923.
- Récit sur Tatarinova (écrit en 1931, publié en 1997).
- Comment je travaille aux traductions de Shakespeare // Литературный современник. — Léningrad, 1934, n° 3.
- Le Vaisseau de la Mère de Dieu. L'Hôte ailé. Récit sur Tatarinova / publ., préface d'Etkund, Moscou, Its-Garant, 1997, 193 pages (Материалы и исследования по истории русской культуры. Вып.1). —  (ISBN 5-900241-27-0),  (ISBN 5-900241-49-1)
- Voyage en France en 1925 / publ. par K.N. Levina et A.L. Dmitrienko // Минувшее: Исторический альманах. — Moscou, Saint-Pétersbourg,1998, n° 23.

### Œuvres traduites en allemand
- Radlowa, Anna. Der Flügelgast. Gedichte. Das Schiff der Gottesmutter.
- Radlowa, Anna. Der Flügelgast. Gedichte. Das Schiff der Gottesmutter (avec texte russe en parallèle), trad. par A. Nitzberg, éd. PFORTE, 2006
- Radlova, Anna. Tatarinowa. Die Prophetin von St. Petersburg, trad. par Daniel Jurjew, postface d'Oleg Jurjew, Bonn, éd. Weidle Verlag, 2015, 112 pages,  (ISBN 978-3-938803-72-1)